# Brian Conrad
Brian Conrad (nacido el 20 de noviembre de 1970) es un matemático estadounidense y teórico de los números, que trabaja en la Universidad de Stanford.  Anteriormente, enseñó en la Universidad de Míchigan y en la Universidad de Columbia. 
Conrad y otros demostraron el teorema de la modularidad, también conocido como la Conjetura de Taniyama-Shimura.  Lo demostró en 1999 con Christophe Breuil, Fred Diamond y Richard Taylor, mientras ocupaba un puesto postdoctoral conjunto en la Universidad de Harvard y el Instituto de Estudios Avanzados en Princeton, Nueva Jersey. 
Conrad recibió su licenciatura de Harvard en 1992, donde ganó un premio por su tesis de licenciatura.  Hizo su trabajo de doctorado con Andrew Wiles y recibió su Ph.D. de la Universidad de Princeton en 1996 con una disertación titulada Sistemas finitos de Honda y curvas elípticas supersingulares. También apareció como extra en The Proof de Nova. 
Su hermano gemelo idéntico Keith Conrad, también teórico de números, es profesor en la Universidad de Connecticut. 